# Bescanó
Bescanó è un comune spagnolo di 3 309 abitanti situato nella comunità autonoma della Catalogna.